# Wilton Felder

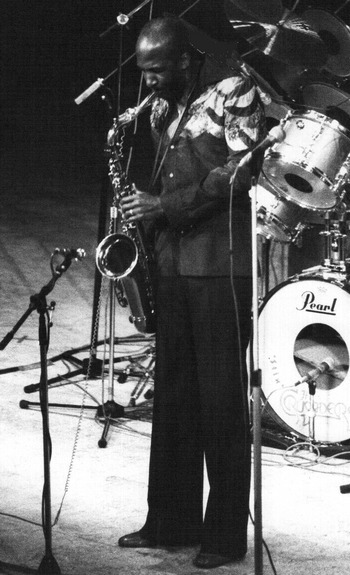
Wilton Felder (1978)

Wilton Lewis Felder (* 31. August 1940 in Houston, Texas; † 27. September 2015 in Whittier, Kalifornien) war ein US-amerikanischer Jazz- und Fusion-Musiker (Saxophon, Bass) und Komponist.

## Leben und Wirken
Felder gründete während seiner Collegezeit Mitte der 1950er Jahre gemeinsam mit Joe Sample und Stix Hooper die Formation Modern Jazz Sextet, aus der später die Nite Hawks und schließlich  The Jazz Crusaders hervorgingen. Er spielte zunächst Tenorsaxophon, auch auf seinen Soloalben. Ende der 1960er Jahre kam der Bass als Zweitinstrument hinzu, um vermehrt als Studiomusiker arbeiten zu können. Anfang der 1970er Jahre änderten die Jazz Crusaders ihren Namen in The Crusaders; sie hatten Ende der 1970er Jahre gemeinsam mit der Sängerin Randy Crawford mit Street Life einen Welthit. Felder galt mit Sample und Hooper über 30 Jahre als Leiter der Band, die 1991 ihr letztes reguläres Album aufnahm.
Daneben verfolgte Felder eine Solokarriere. Ein erstes Album unter eigenem Namen, Bullitt, erschien 1970. 1978 wurde We All Have a Star veröffentlicht, dem sieben weitere Alben folgten, darunter 1985 Secrets (mit Bobby Womack als Sänger), das in Großbritannien in die Hits kam; die Single No Matter How High I Get (I’ll Always Be Looking Up at You) war ebenfalls erfolgreich.
Weiterhin spielte er als Gast in zahlreichen anderen Jazzformationen. Als Studiomusiker war er für Künstler im Pop-, Rock-, Jazz- und R&B-Umfeld tätig; so nahm er (u. a. für das Motown-Label) Songs mit Marvin Gaye oder The Jackson Five auf und wirkte an Aufnahmen von John Cale, Seals & Crofts, Joni Mitchell, Archie Shepp, Bobby Bryant, Blue Mitchell, Groove Holmes, Grant Green, Stanley Turrentine, Carmen McRae und Dizzy Gillespie mit. Mit dem 1975 aus den Crusaders ausgestiegenen Wayne Henderson kam es in den 1990er Jahren zur neuerlichen Zusammenarbeit; mit Wayne Henderson & the Next Crusade spielte er das  Album Sketches of Life ein.
Felder starb am 27. September 2015 im Alter von 75 Jahren in seinem Zuhause im kalifornischen Whittier an den Folgen einer Erkrankung an Multiplem Myelom.

## Diskografie (Auswahl)

### Alben
| Jahr | Titel              | Höchstplatzierung, Gesamtwochen, AuszeichnungChartplatzierungen (Jahr, Titel, Platzierungen, Wochen, Auszeichnungen, Anmerkungen) | Höchstplatzierung, Gesamtwochen, AuszeichnungChartplatzierungen (Jahr, Titel, Platzierungen, Wochen, Auszeichnungen, Anmerkungen) | Anmerkungen |
| Jahr | Titel              | UK | US | Anmerkungen |
| ---- | ------------------ | --- | --- | ----------- |
| 1979 | We All Have A Star | — | US173 (14 Wo.)US |             |
| 1980 | Inherit The Wind   | — | US142 (13 Wo.)US |             |
| 1985 | Secrets            | UK77 (3 Wo.)UK | US81 (16 Wo.)US |             |

### Singles
| Jahr | Titel                                                        | Höchstplatzierung, Gesamtwochen, AuszeichnungChartsChartplatzierungen (Jahr, Titel, Platzierungen, Wochen, Auszeichnungen, Anmerkungen) | Anmerkungen        |
| Jahr | Titel                                                        | UK | Anmerkungen        |
| ---- | ------------------------------------------------------------ | --- | ------------------ |
| 1980 | Inherit the Wind                                             | UK39 (5 Wo.)UK |                    |
| 1985 | (No Matter How High I Get) I Will Still Be Looking Up To You | UK63 (4 Wo.)UK | feat. Bobby Womack |

## Lexigraphische Einträge
- Leonard Feather, Ira Gitler: The Biographical Encyclopedia of Jazz. Oxford University Press, New York NY u. a. 1999, ISBN 0-19-532000-X.